# Boordroeien

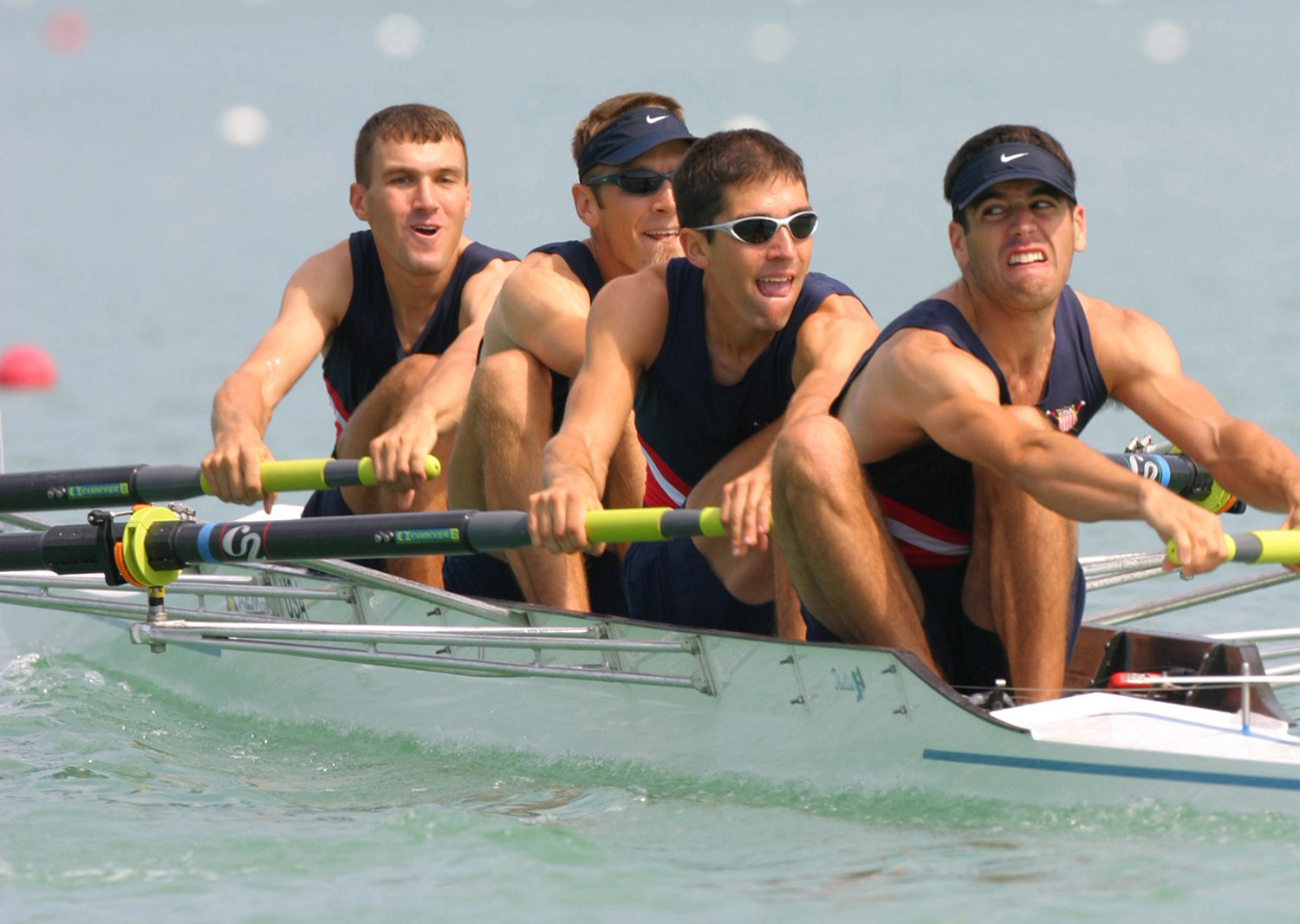
Boordroeien

Het boordroeien is een variant van roeien waarbij elke roeier één riem heeft. Tegenhanger van boordroeien is scullen, waarbij elke roeier twee riemen ter beschikking heeft. Over het algemeen is boordroeien lastiger en iets moeilijker te leren dan scullen, omdat het roeien met één riem per persoon voor minder balans in de boot zorgt. De synchronisatie in de haal en het oprijden moet voor alle boordroeiers perfect zijn, anders valt de boot over een boord, dat wil zeggen de boot kantelt.
Gemakkelijk is derhalve in te zien, waarom het roeien met de acht in wedstrijden het koningsnummer wordt genoemd. In een acht is de maximale synchronisatie tussen de boordroeiers vereist. 